# Abuíme (Saviñao)
Abuíme (llamada oficialmente San Xoán de Abuíme) es una parroquia española del municipio de Saviñao, en la provincia de Lugo, Galicia.

## Límites
Limita con las parroquias de Iglesiafeita al norte, Ousende al este, Seteventos al sur, y Marrube y Piñeiró al oeste.

## Organización territorial
La parroquia está formada por seis entidades de población:

### Entidades de población
Entidades de población que forman parte de la parroquia:
- A Cruz
- Carballo
- Os Pedrouzos
- Outeiro

### Despoblados
Despoblados que forman parte de la parroquia:
- A Lama
- Eirexe

## Demografía
| Gráfica de evolución demográfica de Abuíme entre 2000 y 2021 |
|                                                              |
| Datos según el nomenclátor publicado por el INE.             |